# Gibbaria
Gibbaria, biljni rod iz porodice glavočika (Asteraceae) raširen u Južnoj Africi u provincijama Western Cape i Eastern Cape. Pripadaju mu dvije vrste

## Vrste
1. Gibbaria glabra (N.E.Br.) B.Nord. & Källersjö
2. Gibbaria scabra (Thunb.) Norl.

## Sinonimi
- Anaglypha DC.[2]
- Xerothamnus DC.; Prodr. [A. DC.] 5: 311 (1836)